# Fernando de Quintanilha e Mendonça Dias
Fernando de Quintanilha e Mendonça Dias GCC • OA • ComA • GOA • GCA • MPBS • MOBS • GOI • GOIH • MOCE • 2 MCC • MV (Chaves, Santa Maria Maior, 15 de Novembro de 1898 — Lisboa, São Vicente de Fora, 9 de Junho de 1992) foi um militar da Armada Portuguesa, político e administrador colonial durante o Estado Novo que, entre outras funções, foi Ministro da Marinha entre 1958 e 1968. Como ministro da Marinha teve um papel decisivo na criação do Instituto Hidrográfico.
Em 1947, na sequência da independência da União Indiana teve um importante papel na defesa de Goa face ao bloqueio económico que lhe foi imposto pelos líderes dos estados indianos vizinhos. Foi Governador-Geral do Estado da Índia de 1948 a 1952.

## Biografia

### Família
Era filho de José António Dias, negociante e proprietário em Chaves, e de sua mulher Maria Ermelinda Júlia Lopes da Silva de Quintanilha e Mendonça, filha de Pascoal Lino de Quintanilha e Mendonça, inspector de finanças, e de sua mulher Joana Valézia Lopes da Silva; e neta paterna de Francisco José de Quintanilha e Mendonça, administrador dos antigos concelhos de Alhandra, Alverca do Ribatejo, e da Moita, e de sua mulher Maria José Adelaide de Moura.
Casou duas vezes, a primeira em Chaves, a 7 de Março de 1923, com Irene da Encarnação de Morais Pereira, filha de José Afonso Pereira, Major de Infantaria, encarregado do governo do Congo em 1917 e Governador do Moxico em 1919, etc., que nasceu em Chaves, a 26 de Fevereiro de 1871, e de sua mulher Carmelina da Glória de Morais, natural de Chaves, com sucessão. Casou segunda vez, em Lisboa, a 12 de Março de 1932, com a sua cunhada, irmã germana de sua primeira mulher, Carmelina da Glória de Morais Pereira, com sucessão.
Duas filhas casaram em Goa, na capela do Palácio do Cabo, durante o seu mandato: Irene Maria, filha do primeiro casamento, casou em Março de 1950 com Fernando Simões Coelho da Fonseca (1926-2006), mais tarde Vice-Almirante e presidente da Sociedade de Geografia de Lisboa 1975-1978. Fernanda Maria, filha do segundo casamento, casou em Março de 1951 com Joaquim Arrais do Lago Torres de Magalhães (1922-), mais tarde Brigadeiro-General e comandante da Escola Prática de Artilharia em 1974.

Era ainda parente do Capitão-de-Mar-e-Guerra Veríssimo José de Quintanilha e Mendonça (1843-1917), fidalgo cavaleiro da Casa Real, quinto e último senhor do Morgadio do Sardoal, funcionário superior do Ministério da Marinha e sócio fundador do Club Militar Naval, e do irmão mais novo deste, Raimundo José de Quintanilha e Mendonça (1850-1935), General de Divisão e Director de Obras Públicas na Índia, Macau e Timor.

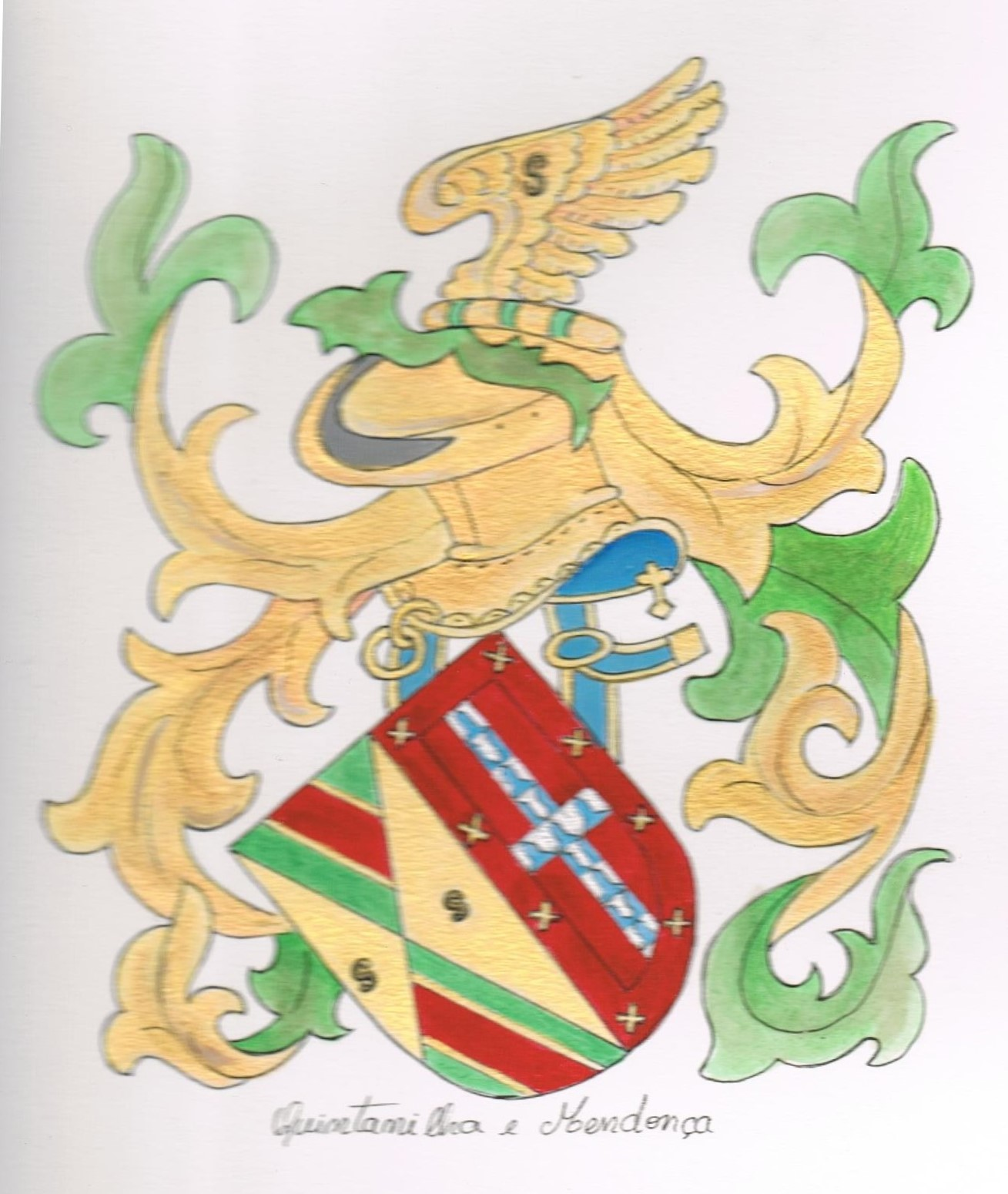
Brasão pertencente a Veríssimo José de Quintanilha e Mendonça, desenhado e pintado por Carlota Menezes

## Carreira profissional
Quintanilha e Mendonça Dias assentou praça em 1916. Foi promovido a Segundo-Tenente em 1920, a Primeiro-Tenente em 1924, a Capitão-Tenente em 1935, a Capitão de Fragata em 1940, a Capitão de Mar e Guerra em 1946 e a Comodoro em 1953, quando a patente foi introduzida como primeiro posto permanente de oficial general. Foi promovido a Contra-Almirante (equivalente ao actual posto de Vice-Almirante, que apenas foi introduzido em 1977) quando assumiu a pasta da Marinha em 1958. Passou à situação de reserva em 1968.
Em 1921 embarcou no navio-chefe da Armada Portuguesa, o couraçado Vasco da Gama. Em 1922 foi encarregado da navegação do cruzador NRP República (classe Carvalho Araújo) durante a primeira travessia aérea do Atlântico Sul de Gago Coutinho e Sacadura Cabral de Lisboa ao Rio de Janeiro. Foi comandante do aviso de 2.ª classe NRP Pedro Nunes da classe homónima (Classe Pedro Nunes) em 1941, e do aviso de 1.ª classe NRP Bartolomeu Dias (Classe Afonso de Albuquerque) em 1952, tendo entre outras missões representado a Marinha Portuguesa nas cerimónias da coroação de S. M. a Rainha Isabel II do  Reino Unido em Junho de 1953.
Foi Subchefe do Estado-Maior Naval nos anos 1953-1955 e Subchefe do Estado-Maior da Armada em 1957-1958. Entre 1954 e 1958 foi também professor do Instituto Superior Naval de Guerra.

## Carreira político-administrativa
Quintanilha e Mendonça Dias recebeu em 1924 guia para Moçambique, onde foi nomeado capitão do porto de Chinde, sendo ainda responsável pelo levantamento hidrográfico da sua barra e porto. A partir de 1925 foi Intendente do Governo do Chinde, tendo ainda desempenhado as funções de Capitão dos Portos de Cabo Delgado e Quelimane (1935). Foi Encarregado do Governo do Niassa em 1935, e Encarregado do Governo da Zambézia em 1937.
Em 1940 foi Chefe do Estado-Maior da Força Naval de Exercícios e da Força Naval da Metrópole; em 1941-1943 esteve na defesa marítima de Lisboa, e foi ainda Subchefe interino do Estado-Maior, sendo oficial de ligação com o Ministério da Guerra.

### Governador da Índia
Mais tarde no Estado Português da Índia, Quintanilha e Mendonça Dias foi Chefe dos Serviços de Marinha do Estado da Índia em 1944, Presidente do Conselho de Administração dos Serviços Autónomos da Navegação da Índia Portuguesa também em 1944, Vogal do Conselho do Governo do Estado da Índia, e depois Vice-Presidente desse Conselho em 1946.
A 15 de Agosto de 1947 a Índia Britânica tornou-se independente, o que fazia prever futuras dificuldades para o governo do Estado da Índia. Três dias antes Quintanilha e Mendonça Dias fora encarregado do governo da Índia portuguesa em regime interino, um cargo que ocuparia até ao final de Junho do ano seguinte. Nas palavras do Ministro das Colónias na altura, Teófilo Duarte, a Salazar, "[...] a posição da Índia é tão melindrosa que devíamos mandar para lá quem nos desse sólidas garantias, pelo que já fez, de que faria uma política excepcionalmente hábil [...]". O cargo de Governador-Geral foi primeiramente oferecido a Gabriel Teixeira, então Governador-Geral de Moçambique, um homem com larga experiencia no Oriente, tendo sido Governador de Macau de 1940 a 1946. Quando Teixeira recusou a oferta, Quintanilha e Mendonça Dias, "[...] um oficial com experiência colonial, correcto, trabalhador, desembaraçado e com muita habilidade [...]", nas palavras do Ministro das Colónias a Salazar, foi nomeado Governador-Geral do Estado da Índia em 1948.
Ainda em 1947, na sequência da independência da União Indiana, o governador interino teve um importante papel na defesa de Goa face ao bloqueio económico que lhe foi imposto pelos líderes dos estados indianos vizinhos. O papel que teve nas tentativas de suplantar o movimento nacionalista em Goa é debatido; alguns afirmam que apenas colheu os labores do anterior Governador-Geral.
Logo após a independência a União Indiana quis iniciar negociações com Portugal sobre o destino do Estado da Índia. Uma das questões mais problemáticas era o velho direito do Padroado Português de nomear bispos portugueses para dioceses sufragâneas na agora independente Índia. Em 1948 o prelado inglês da Sé de Bombaim insistiu em resignar. Ao abrigo do acordo de 1928 entre a Inglaterra, Portugal e a Santa Sé, em que se optou pela alternância entre um prelado português e um inglês nesta Sé, deveria agora ser nomeado um prelado português ― algo que a agora independente Índia não estava disposta a tolerar. A crise do Padroado que se seguiu, de 1948 a 1953, marcou o governo de Quintanilha e Mendonça Dias. Como consequência, o Governador-Geral excluiu o Patriarca Dom José da Costa Nunes, Patriarca das Índias ― que celebrou ambos os casamentos das suas filhas em 1950 e 1951 ― do Conselho do Governo do Estado da Índia, oficialmente porque a União Indiana acusava o Padroado Português de ser um instrumento político do regime de Lisboa. Os protestos do Patriarca das Índias a Salazar perante esta manobra mostraram-se infrutíferos.
Enquanto Governador-Geral Quintanilha e Mendonça Dias teve uma relação difícil com o Major de Infantaria Carlos Alves Roçadas, chefe das Forças Armadas do Estado da Índia; a solução encontrada pelo Ministro das Colónias foi nomear Alves Roçadas Governador de Cabo Verde em 1950.
O então Capitão de Mar e Guerra juntou enquanto esteve na Índia uma colecção de mais de trezentos livros antigos sobre a Índia Portuguesa e os portugueses no Oriente; essa colecção foi depois da sua morte adquirida pela University of Chicago Library, da Universidade de Chicago, onde hoje integram a Southern Asian Collection da Regenstein Library.

### Ministro da Marinha
De volta à metrópole, o Capitão-de-Mar-e-Guerra Quintanilha e Mendonça Dias foi Procurador à Câmara Corporativa por designação do Conselho Corporativo e Assessor do Conselho da Presidência entre 1953 e 1958. Durante esse período foi também Professor do Curso Superior do Instituto Superior Naval de Guerra, e ainda Director Interino do Instituto.
Em 1958 o Almirante Américo Tomás, Ministro da Marinha desde 1944, foi o candidato escolhido pela União Nacional para substituir o general Craveiro Lopes como Presidente da República nas eleições presidenciais desse ano, contra o general Humberto Delgado. Um dos candidatos a suceder Tomás na pasta da Marinha era Henrique Tenreiro, o «Patrão das Pescas», apoiado pelo proprio Tomás, que há muito insistia na criação de um ministério ou secretaria de Estado das Pescas. No entanto Salazar preferiu "[...] um homem cujo perfil político andava próximo do de Tenreiro, embora menos polémico e mais prestigiado no interior da Marinha, considerando os méritos da sua carreira naval e os lugares de destaque que ocupara na administração colonial [...]". Fernando de Quintanilha e Mendonça Dias foi assim nomeado Ministro da Marinha em 1958.
Como Ministro da Marinha apoiou o regime do Estado Novo durante a "Abrilada de 1961" ou Golpe Botelho Moniz.
Nesse mesmo ano de 1961 iniciaram-se os conflitos no Ultramar. De acordo com a estratégia naval da NATO, de que Portugal foi membro fundador em 1949, o papel da Marinha de Guerra portuguesa na década de 1950 tinha sido essencialmente conter a ameaça submarina da União Soviética no Atlântico Norte. Com o eclodir dos conflitos no Ultramar, a atenção da marinha voltou-se das "blue waters" do Atlântico para as "brown waters" do litoral africano. As exigências da guerra litoral e a geografia e o clima de África exigiam outros tipos de navios e de equipamento dos que a Marinha dispunha na altura.
Face às novas exigências, o Almirante Quintanilha e Mendonça Dias logo iniciou um ambicioso programa de modernização da Marinha de Guerra portuguesa. O embaixador francês em Lisboa, Bernard de Menthon, podia relatar ao Quai d'Orsay que o Ministro da Marinha "[...] procurava ver ao Presidente do Conselho a necessidade de se iniciar o programa de reestruturação o mais rapidamente possível [...]". Nos anos 1961-1974 a Marinha de Guerra portuguesa viu assim os velhos navios da Segunda Guerra Mundial serem substituídos por 65 novas unidades, desde, entre outras classes, lanchas de fiscalização (Classe Bellatrix e Classe Argos (1963)), navios-patrulha (Classe Cacine), corvetas (Classe João Coutinho), fragatas (Classe João Belo e Classe Almirante Pereira da Silva) e também quatro novos submarinos (Classe Albacora).
A maior parte destes navios foi construída em estaleiros nacionais. Apenas a falta de capacidade e urgência de entrega obrigaram alguns a ser construídos em estaleiros estrangeiros, nomeadamente na Espanha, França e Alemanha; nos dez anos em que Quintanilha e Mendonça Dias ocupou a pasta da Marinha estes últimos dois países, França e Alemanha, substituíram o tradicional aliado de Portugal ― a Inglaterra ― como aliados políticos e fornecedores de material bélico. De todos os novos navios, a Classe João Coutinho, desenhada pelo engenheiro naval e Contra-Almirante Rogério d'Oliveira, ganhou projecção internacional graças à qualidade do projecto.
Fernando de Quintanilha e Mendonça Dias teve também um papel decisivo na criação do Instituto Hidrográfico em 1960. Foi Ministro da Marinha até 1968. No exercício deste cargo foi um dos signatários do novo Código Civil Português de 1966.
Foi ainda Ministro do Ultramar interino em 1959, e Vogal do Conselho da Ordem do Império até 1969.

## Principais cargos
Ministro da Marinha (15.VIII.1958-19.VIII.1968).
Governador-Geral do Estado Português da Índia (23.XII.1948-11.X.1952).
Subchefe do Estado-Maior da Armada (12.VII.1957-14.VIII.1958) e Subchefe do Estado-Maior Naval (8.VII.1953-22.XI.1955).
Director Interino do Instituto Superior Naval de Guerra (27.VII.1954-13.VII.1955).
Professor do Curso Superior do Instituto Superior Naval de Guerra (1954-1958).
Procurador à Câmara Corporativa (VI e VII Legislaturas)(1953-1958) e Assessor do Conselho da Presidência.

## Condecorações
Entre outras, o Vice-Almirante Fernando de Quintanilha e Mendonça Dias foi agraciado com as seguintes condecorações de Ordens portuguesas:
- Oficial da Ordem Militar de São Bento de Avis de Portugal (21 de Dezembro de 1929)
- Comendador da Ordem Militar de São Bento de Avis de Portugal (28 de Agosto de 1941)
- Grande-Oficial da Ordem Militar de São Bento de Avis de Portugal (22 de Março de 1943)
- Grande-Oficial da Ordem do Império de Portugal (15 de Abril de 1952)
- Grã-Cruz da Ordem do Infante D. Henrique de Portugal (3 de Janeiro de 1961)
- Grã-Cruz da Ordem Militar de Nosso Senhor Jesus Cristo de Portugal (2 de Setembro de 1961)
- Grã-Cruz da Ordem Militar de São Bento de Avis de Portugal (16 de Setembro de 1968)

Ordens estrangeiras:
| Grau                                         | Ordem                                                      | País                      | Data                      | Notas                        |
| -------------------------------------------- | ---------------------------------------------------------- | ------------------------- | ------------------------- | ---------------------------- |
| Cruz de Segunda Classe com Distintivo Branco | Ordem do Mérito Naval                                      | Espanha                   | (3 de Abril de 1941)      |                              |
| Comendador                                   | Pontifícia Ordem Equestre de São Gregório Magno            | Vaticano / Santa Sé       | (10 de Dezembro de 1953)  |                              |
| Grande-Oficial                               | Ordem do Mérito Naval                                      | Brasil                    | (21 de Setembro de 1955)  |                              |
| Cruz com Distintivo Branco                   | Ordem do Mérito Militar                                    | Espanha                   | (30 de Novembro de 1955)  |                              |
| Grande-Oficial                               | Ordem Nacional do Cruzeiro do Sul                          | Brasil                    | (7 de Setembro de 1959)   | [ 18 ]                       |
| Grã-Cruz                                     | Ordem do Mérito Naval                                      | Argentina                 | (26 de Setembro de 1960)  |                              |
| Comendador                                   | Ordem de Mérito Especial                                   | México                    | (26 de Setembro de 1960)  |                              |
| Grã-Cruz                                     | Ordem do Mérito Naval                                      | Brasil                    | (20 de Dezembro de 1960)  |                              |
| Grande-Oficial                               | Ordem Nacional da Legião de Honra                          | França                    | (7 de Agosto de 1961)     | pelo Pres. General de Gaulle |
| Grã-Cruz com Estrela e Banda                 | Ordem do Mérito da República Federal da Alemanha Ocidental | Alemanha Ocidental        | (30 de Janeiro de 1962)   |                              |
| Comendador                                   | Legião do Mérito                                           | Estados Unidos da América | (15 de Dezembro de 1962)  | pelo Pres. Kennedy           |
| Grã-Cruz                                     | Ordem de Orange-Nassau                                     | Holanda                   | (9 de Maio de 1963)       |                              |
| Grande-Oficial                               | Ordem de São Carlos                                        | Mónaco                    | (25 de Maio de 1964)      |                              |
| Grã-Cruz                                     | Ordem Nacional do Cruzeiro do Sul                          | Brasil                    | (24 de Junho de 1964)     |                              |
| Excelentíssimo Senhor Grã-Cruz               | Real Ordem de Isabel a Católica                            | Espanha                   | (5 de Novembro de 1964)   |                              |
| Excelentíssimo Senhor Grã-Cruz               | Ordem do Mérito Civil                                      | Espanha                   | (26 de Julho de 1965)     |                              |
| Grã-Cruz                                     | Ordem Nacional da Legião de Honra                          | França                    | (26 de Julho de 1965)     | pelo Pres. General de Gaulle |
| Cavaleiro de Grã-Cruz                        | Ordem de Mérito da República Italiana                      | Itália                    | (18 de Março de 1966)     |                              |
| Grã-Cruz                                     | Ordem de Rio Branco                                        | Brasil                    | (12 de Fevereiro de 1969) |                              |
| Grã-Cruz de 1.ª Classe                       | Ordem do Elefante Branco                                   | Tailândia                 | (9 de Novembro de 1972)   |                              |

Recebeu ainda:
- Medalha Comemorativa da Campanha da Primeira Guerra Mundial
- Medalha da Vitória
- Medalha Militar de Ouro de Comportamento Exemplar
- Medalha Militar de Prata de Bons Serviços
- Medalha Militar de Ouro de Bons Serviços
- Medalha Comemorativa da Campanha da Guerra do Ultramar
- etc

Do estrangeiro recebeu ainda:
- Medalha da Coroação da Rainha Isabel II da Grã-Bretanha e Irlanda do Norte (24 de Junho de 1953)
- Medalha de Mérito Naval de Serviços Distintos do Brasil (7 de Setembro de 1957)

Foi atribuído o seu nome a duas ruas no Chinde, e a um bairro de moradias em Damão, respectivamente: "Comandante Quintanilha", "Almirante Quintanilha Dias", e "Comandante Quintanilha", foi Cidadão Honorário do Concelho de Goa, da vila do Chinde, e da cidade de New Orleans, nos EUA, sócio honorário e o seu nome a uma sala do Instituto Vasco da Gama, membro de honra do Instituto de Estudos e Investigações de Ávila "Gran Duque de Alba", e Medalha de Ouro da Cidade de Tavira, etc.
Foi sepultado no Talhão dos Combatentes do Cemitério do Alto de São João, em Santa Maria dos Olivais, Lisboa.